# Lista de países por sistema de governo
Esta é uma lista de países categorizados por sistema de governo.

## Lista de países por ordem alfabética
| Países                              | Forma constitucional                                     | Chefe de estado | Base de legitimidade executiva                                                                                        |
| ----------------------------------- | -------------------------------------------------------- | --------------- | --- |
| Afeganistão                         | n/a                                                      | n/a             | Nenhuma base constitucionalmente definida para o regime em vigor                                                      |
| África do Sul                       | República Parlamentarista com uma Presidência Executiva  | Executivo       | Presidência e ministros podem, ou não, estar sujeitos a confiança parlamentar                                         |
| Albânia                             | República Parlamentarista com uma Presidência Cerimonial | Cerimonial      | Ministros sujeitos a confiança parlamentar                                                                            |
| Alemanha                            | República Parlamentarista com uma Presidência Cerimonial | Cerimonial      | Ministros sujeitos a confiança parlamentar                                                                            |
| Argélia                             | República Semipresidencialista                           | Executivo       | Presidência independente da legislatura; ministros sujeitos a confiança parlamentar                                   |
| Andorra                             | Monarquia constitucional                                 | Cerimonial      | Ministros sujeitos a confiança parlamentar                                                                            |
| Angola                              | República Presidencialista Plena                         | Executivo       | Presidência independente da legislatura                                                                               |
| Antígua e Barbuda                   | Monarquia constitucional                                 | Cerimonial      | Ministros sujeitos a confiança parlamentar                                                                            |
| Arábia Saudita                      | Monarquia absoluta                                       | Executivo       | Toda a autoridade investida no monarca absolutista                                                                    |
| Argentina                           | República Presidencialista Plena                         | Executivo       | Presidência independente da legislatura                                                                               |
| Arménia                             | República Parlamentarista com uma Presidência Cerimonial | Cerimonial      | Ministros sujeitos a confiança parlamentar                                                                            |
| Austrália                           | Monarquia constitucional                                 | Cerimonial      | Ministros sujeitos a confiança parlamentar                                                                            |
| Áustria                             | República Semipresidencialista                           | Executivo       | Presidência independente da legislatura; ministros sujeitos a confiança parlamentar                                   |
| Azerbaijão                          | República Semipresidencialista                           | Executivo       | Presidência independente da legislatura; ministros sujeitos a confiança parlamentar                                   |
| Bahamas                             | Monarquia constitucional                                 | Cerimonial      | Ministros sujeitos a confiança parlamentar                                                                            |
| Bahrain                             | Monarquia semiconstitucional                             | Executivo       | O monarca exerce pessoalmente o poder em concertação com outras instituições                                          |
| Bangladeche                         | República Parlamentarista com uma Presidência Cerimonial | Cerimonial      | Ministros sujeitos a confiança parlamentar                                                                            |
| Barbados                            | República Parlamentarista com uma Presidência Cerimonial | Cerimonial      | Ministros sujeitos a confiança parlamentar                                                                            |
| Bielorrússia                        | República Semipresidencialista                           | Executivo       | Presidência independente da legislatura; ministros sujeitos a confiança parlamentar                                   |
| Bélgica                             | Monarquia constitucional                                 | Cerimonial      | Ministros sujeitos a confiança parlamentar                                                                            |
| Belize                              | Monarquia constitucional                                 | Cerimonial      | Ministros sujeitos a confiança parlamentar                                                                            |
| Benim                               | República Presidencialista Plena                         | Executivo       | Presidência independente da legislatura                                                                               |
| Butão                               | Monarquia semiconstitucional                             | Executivo       | O monarca exerce pessoalmente o poder em concertação com outras instituições                                          |
| Bolívia                             | República Presidencialista Plena                         | Executivo       | Presidência independente da legislatura                                                                               |
| Bósnia e Herzegovina                | República Parlamentarista com uma Presidência Cerimonial | Cerimonial      | Ministros sujeitos a confiança parlamentar                                                                            |
| Botsuana                            | República Parlamentarista com uma Presidência Executiva  | Executivo       | Presidência e ministros podem, ou não, estar sujeitos a confiança parlamentar                                         |
| Brasil                              | República Presidencialista Plena                         | Executivo       | Presidência independente da legislatura                                                                               |
| Brunei                              | Monarquia absoluta                                       | Executivo       | Toda a autoridade investida no monarca absolutista                                                                    |
| Bulgária                            | República Parlamentarista com uma Presidência Cerimonial | Cerimonial      | Ministros sujeitos a confiança parlamentar                                                                            |
| Burquina Faso                       | República Semipresidencialista                           | Executivo       | Presidência independente da legislatura; ministros sujeitos a confiança parlamentar                                   |
| Burúndi                             | República Presidencialista Plena                         | Executivo       | Presidência independente da legislatura                                                                               |
| Cabo Verde                          | República Semipresidencialista                           | Executivo       | Presidência independente da legislatura; ministros sujeitos a confiança parlamentar                                   |
| Camboja                             | Monarquia constitucional                                 | Cerimonial      | Ministros sujeitos a confiança parlamentar                                                                            |
| Camarões                            | República Presidencialista Plena                         | Executivo       | Presidência independente da legislatura                                                                               |
| Canadá                              | Monarquia constitucional                                 | Cerimonial      | Ministros sujeitos a confiança parlamentar                                                                            |
| Casaquistão                         | República Semipresidencialista                           | Executivo       | Presidência independente da legislatura; ministros sujeitos a confiança parlamentar                                   |
| Catar                               | Monarquia semiconstitucional                             | Executivo       | O monarca exerce pessoalmente o poder em concertação com outras instituições                                          |
| Chade                               | República Semipresidencialista                           | Executivo       | Presidência independente da legislatura; ministros sujeitos a confiança parlamentar                                   |
| Chéquia                             | República Parlamentarista com uma Presidência Cerimonial | Cerimonial      | Ministros sujeitos a confiança parlamentar                                                                            |
| Chile                               | República Presidencialista Plena                         | Executivo       | Presidência independente da legislatura                                                                               |
| República Popular da China          | República Unipartidária                                  | Executivo       | Poder constitucionalmente vinculado a um único movimento político                                                     |
| Chipre                              | República Presidencialista Plena                         | Executivo       | Presidência independente da legislatura                                                                               |
| Cidade do Vaticano                  | Monarquia absoluta                                       | Executivo       | Toda a autoridade investida no monarca absolutista                                                                    |
| Colômbia                            | República Presidencialista Plena                         | Executivo       | Presidência independente da legislatura                                                                               |
| Comores                             | República Presidencialista Plena                         | Executivo       | Presidência independente da legislatura                                                                               |
| Coreia do Norte                     | República Unipartidária                                  | Executivo       | Poder constitucionalmente vinculado a um único movimento político                                                     |
| Coreia do Sul                       | República Presidencialista Plena                         | Executivo       | Presidência independente da legislatura                                                                               |
| Costa Rica                          | República Presidencialista Plena                         | Executivo       | Presidência independente da legislatura                                                                               |
| Costa do Marfim                     | República Presidencialista Plena                         | Executivo       | Presidência independente da legislatura                                                                               |
| Croácia                             | República Parlamentarista com uma Presidência Cerimonial | Cerimonial      | Ministros sujeitos a confiança parlamentar                                                                            |
| Cuba                                | República Unipartidária                                  | Executivo       | Poder constitucionalmente vinculado a um único movimento político                                                     |
| Dinamarca                           | Monarquia constitucional                                 | Cerimonial      | Ministros sujeitos a confiança parlamentar                                                                            |
| Djibouti                            | República Presidencialista Plena                         | Executivo       | Presidência independente da legislatura                                                                               |
| Domínica                            | República Parlamentarista com uma Presidência Cerimonial | Cerimonial      | Ministros sujeitos a confiança parlamentar                                                                            |
| Equador                             | República Presidencialista Plena                         | Executivo       | Presidência independente da legislatura                                                                               |
| Egipto                              | República Semipresidencialista                           | Executivo       | Presidência independente da legislatura; ministros sujeitos a confiança parlamentar                                   |
| Emirados Árabes Unidos              | Monarquia semiconstitucional                             | Executivo       | O monarca exerce pessoalmente o poder em concertação com outras instituições                                          |
| Eritreia                            | República Unipartidária                                  | Executivo       | Poder constitucionalmente vinculado a um único movimento político                                                     |
| Eslováquia                          | República Parlamentarista com uma Presidência Cerimonial | Cerimonial      | Ministros sujeitos a confiança parlamentar                                                                            |
| Eslovénia                           | República Parlamentarista com uma Presidência Cerimonial | Cerimonial      | Ministros sujeitos a confiança parlamentar                                                                            |
| Espanha                             | Monarquia constitucional                                 | Cerimonial      | Ministros sujeitos a confiança parlamentar                                                                            |
| Estados Unidos da América           | República Presidencialista Plena                         | Executivo       | Presidência independente da legislatura                                                                               |
| Estónia                             | República Parlamentarista com uma Presidência Cerimonial | Cerimonial      | Ministros sujeitos a confiança parlamentar                                                                            |
| Etiópia                             | República Parlamentarista com uma Presidência Cerimonial | Cerimonial      | Ministros sujeitos a confiança parlamentar                                                                            |
| Fiji                                | República Parlamentarista com uma Presidência Cerimonial | Cerimonial      | Ministros sujeitos a confiança parlamentar                                                                            |
| Finlândia                           | República Parlamentarista com uma Presidência Cerimonial | Cerimonial      | Ministros sujeitos a confiança parlamentar                                                                            |
| França                              | República Semipresidencialista                           | Executivo       | Presidência independente da legislatura; ministros sujeitos a confiança parlamentar                                   |
| Filipinas                           | República Presidencialista Plena                         | Executivo       | Presidência independente da legislatura                                                                               |
| Gabão                               | República Presidencialista Plena                         | Executivo       | Presidência independente da legislatura                                                                               |
| Gâmbia                              | República Presidencialista Plena                         | Executivo       | Presidência independente da legislatura                                                                               |
| Geórgia                             | República Parlamentarista com uma Presidência Cerimonial | Cerimonial      | Ministros sujeitos a confiança parlamentar                                                                            |
| Gana                                | República Presidencialista Plena                         | Executivo       | Presidência independente da legislatura                                                                               |
| Grécia                              | República Parlamentarista com uma Presidência Cerimonial | Cerimonial      | Ministros sujeitos a confiança parlamentar                                                                            |
| Granada                             | Monarquia constitucional                                 | Cerimonial      | Ministros sujeitos a confiança parlamentar                                                                            |
| Guatemala                           | República Presidencialista Plena                         | Executivo       | Presidência independente da legislatura                                                                               |
| Guiné                               | República Presidencialista Plena                         | Executivo       | Presidência independente da legislatura                                                                               |
| Guiné-Bissau                        | República Semipresidencialista                           | Executivo       | Presidência independente da legislatura; ministros sujeitos a confiança parlamentar                                   |
| Guiné Equatorial                    | República Presidencialista Plena                         | Executivo       | Presidência independente da legislatura                                                                               |
| Guiana                              | República Parlamentarista com uma Presidência Executiva  | Executivo       | Presidência e ministros podem, ou não, estar sujeitos a confiança parlamentar                                         |
| Haiti                               | República Semipresidencialista                           | Executivo       | Presidência independente da legislatura; ministros sujeitos a confiança parlamentar                                   |
| Honduras                            | República Presidencialista Plena                         | Executivo       | Presidência independente da legislatura                                                                               |
| Hungria                             | República Parlamentarista com uma Presidência Cerimonial | Cerimonial      | Ministros sujeitos a confiança parlamentar                                                                            |
| Iémen                               | n/a                                                      | n/a             | Nenhuma base constitucionalmente definida para o regime em vigor                                                      |
| Índia                               | República Parlamentarista com uma Presidência Cerimonial | Cerimonial      | Ministros sujeitos a confiança parlamentar                                                                            |
| Indonésia                           | República Presidencialista Plena                         | Executivo       | Presidência independente da legislatura                                                                               |
| Irão                                | República presidencialista com elementos teocráticos     | Executivo       | Líder Supremo é o chefe de estado. O presidente eleito por sufrágio universal é chefe de governo.                     |
| Iraque                              | República Parlamentarista com uma Presidência Cerimonial | Cerimonial      | Ministros sujeitos a confiança parlamentar                                                                            |
| Irlanda                             | República Parlamentarista com uma Presidência Cerimonial | Cerimonial      | Ministros sujeitos a confiança parlamentar                                                                            |
| Islândia                            | República Parlamentarista com uma Presidência Cerimonial | Cerimonial      | Ministros sujeitos a confiança parlamentar                                                                            |
| Israel                              | República Parlamentarista com uma Presidência Cerimonial | Cerimonial      | Ministros sujeitos a confiança parlamentar                                                                            |
| Itália                              | República Parlamentarista com uma Presidência Cerimonial | Cerimonial      | Ministros sujeitos a confiança parlamentar                                                                            |
| Jamaica                             | Monarquia constitucional                                 | Cerimonial      | Ministros sujeitos a confiança parlamentar                                                                            |
| Japão                               | Monarquia constitucional                                 | Cerimonial      | Ministros sujeitos a confiança parlamentar                                                                            |
| Jordânia                            | Monarquia semiconstitucional                             | Executivo       | O monarca exerce pessoalmente o poder em concertação com outras instituições                                          |
| Kiribati                            | República Parlamentarista com uma Presidência Executiva  | Executivo       | Presidência e ministros podem, ou não, estar sujeitos a confiança parlamentar                                         |
| Kosovo                              | República Parlamentarista com uma Presidência Cerimonial | Cerimonial      | Ministros sujeitos a confiança parlamentar                                                                            |
| Kuwait                              | Monarquia semiconstitucional                             | Executivo       | O monarca exerce pessoalmente o poder em concertação com outras instituições                                          |
| Laos                                | República Unipartidária                                  | Executivo       | Poder constitucionalmente vinculado a um único movimento político                                                     |
| Lesoto                              | Monarquia constitucional                                 | Cerimonial      | Ministros sujeitos a confiança parlamentar                                                                            |
| Letónia                             | República Parlamentarista com uma Presidência Cerimonial | Cerimonial      | Ministros sujeitos a confiança parlamentar                                                                            |
| Líbano                              | República Parlamentarista com uma Presidência Cerimonial | Cerimonial      | Ministros sujeitos a confiança parlamentar                                                                            |
| Libéria                             | República Presidencialista Plena                         | Executivo       | Presidência independente da legislatura                                                                               |
| Líbia                               | n/a                                                      | n/a             | Nenhuma base constitucionalmente definida para o regime em vigor                                                      |
| Listenstaine                        | Monarquia semiconstitucional                             | Executivo       | O monarca exerce pessoalmente o poder em concertação com outras instituições                                          |
| Lituânia                            | República Semipresidencialista                           | Executivo       | Presidência independente da legislatura; ministros sujeitos a confiança parlamentar                                   |
| Luxemburgo                          | Monarquia constitucional                                 | Cerimonial      | Ministros sujeitos a confiança parlamentar                                                                            |
| Macedónia do Norte                  | República Parlamentarista com uma Presidência Cerimonial | Cerimonial      | Ministros sujeitos a confiança parlamentar                                                                            |
| Madagáscar                          | República Semipresidencialista                           | Executivo       | Presidência independente da legislatura; ministros sujeitos a confiança parlamentar                                   |
| Malawi                              | República Presidencialista Plena                         | Executivo       | Presidência independente da legislatura                                                                               |
| Malásia                             | Monarquia constitucional                                 | Cerimonial      | Ministros sujeitos a confiança parlamentar                                                                            |
| Maldivas                            | República Presidencialista Plena                         | Executivo       | Presidência independente da legislatura                                                                               |
| Mali                                | República Presidencialista Plena                         | Executivo       | Presidência independente da legislatura                                                                               |
| Malta                               | República Parlamentarista com uma Presidência Cerimonial | Cerimonial      | Ministros sujeitos a confiança parlamentar                                                                            |
| Marrocos                            | Monarquia semiconstitucional                             | Executivo       | O monarca exerce pessoalmente o poder em concertação com outras instituições                                          |
| Ilhas Marshall                      | República Parlamentarista com uma Presidência Executiva  | Executivo       | Presidência e ministros podem, ou não, estar sujeitos a confiança parlamentar                                         |
| Mauritânia                          | República Semipresidencialista                           | Executivo       | Presidência independente da legislatura; ministros sujeitos a confiança parlamentar                                   |
| Maurícia                            | República Parlamentarista com uma Presidência Cerimonial | Cerimonial      | Ministros sujeitos a confiança parlamentar                                                                            |
| México                              | República Presidencialista Plena                         | Executivo       | Presidência independente da legislatura                                                                               |
| Micronésia                          | República Parlamentarista com uma Presidência Executiva  | Executivo       | Presidência e ministros podem, ou não, estar sujeitos a confiança parlamentar                                         |
| Moçambique                          | República Semipresidencialista                           | Executivo       | Presidência independente da legislatura; ministros sujeitos a confiança parlamentar                                   |
| Moldávia                            | República Parlamentarista com uma Presidência Cerimonial | Cerimonial      | Ministros sujeitos a confiança parlamentar                                                                            |
| Mónaco                              | Monarquia semiconstitucional                             | Executivo       | O monarca exerce pessoalmente o poder em concertação com outras instituições                                          |
| Mongólia                            | República Semipresidencialista                           | Executivo       | Presidência independente da legislatura; ministros sujeitos a confiança parlamentar                                   |
| Montenegro                          | República Parlamentarista com uma Presidência Cerimonial | Cerimonial      | Ministros sujeitos a confiança parlamentar                                                                            |
| Mianmar                             | República Parlamentarista com uma Presidência Executiva  | Executivo       | Presidência e ministros podem, ou não, estar sujeitos a confiança parlamentar                                         |
| Namíbia                             | República Semipresidencialista                           | Executivo       | Presidência independente da legislatura; ministros sujeitos a confiança parlamentar                                   |
| Nauru                               | República Parlamentarista com uma Presidência Executiva  | Executivo       | Presidência e ministros podem, ou não, estar sujeitos a confiança parlamentar                                         |
| Nepal                               | República Parlamentarista com uma Presidência Cerimonial | Cerimonial      | Ministros sujeitos a confiança parlamentar                                                                            |
| Nicarágua                           | República Presidencialista Plena                         | Executivo       | Presidência independente da legislatura                                                                               |
| Níger                               | República Semipresidencialista                           | Executivo       | Presidência independente da legislatura; ministros sujeitos a confiança parlamentar                                   |
| Nigéria                             | República Presidencialista Plena                         | Executivo       | Presidência independente da legislatura                                                                               |
| Noruega                             | Monarquia constitucional                                 | Cerimonial      | Ministros sujeitos a confiança parlamentar                                                                            |
| Nova Zelândia                       | Monarquia constitucional                                 | Cerimonial      | Ministros sujeitos a confiança parlamentar                                                                            |
| Omã                                 | Monarquia absoluta                                       | Executivo       | Toda a autoridade investida no monarca absolutista                                                                    |
| Palau                               | República Presidencialista Plena                         | Executivo       | Presidência independente da legislatura                                                                               |
| Palestina                           | República Presidencialista Plena                         | Executivo       | Presidência independente da legislatura                                                                               |
| Panamá                              | República Presidencialista Plena                         | Executivo       | Presidência independente da legislatura                                                                               |
| Papua-Nova Guiné                    | Monarquia constitucional                                 | Cerimonial      | Ministros sujeitos a confiança parlamentar                                                                            |
| Paquistão                           | República Parlamentarista com uma Presidência Cerimonial | Cerimonial      | Ministros sujeitos a confiança parlamentar                                                                            |
| Paraguai                            | República Presidencialista Plena                         | Executivo       | Presidência independente da legislatura                                                                               |
| Peru                                | República Semipresidencialista                           | Executivo       | Presidência independente da legislatura; ministros sujeitos a confiança parlamentar                                   |
| Países Baixos                       | Monarquia constitucional                                 | Cerimonial      | Ministros sujeitos a confiança parlamentar                                                                            |
| Polónia                             | República Semipresidencialista                           | Executivo       | Presidência independente da legislatura; ministros sujeitos a confiança parlamentar                                   |
| Portugal                            | República Semipresidencialista                           | Executivo       | Presidência independente da legislatura; ministros sujeitos a confiança parlamentar                                   |
| Quénia                              | República Presidencialista Plena                         | Executivo       | Presidência independente da legislatura                                                                               |
| Quirguistão                         | República Presidencialista Plena                         | Executivo       | Presidência independente da legislatura                                                                               |
| Reino Unido                         | Monarquia constitucional                                 | Cerimonial      | Ministros sujeitos a confiança parlamentar                                                                            |
| República Árabe Saaráui Democrática | República Unipartidária                                  | Executivo       | Poder constitucionalmente vinculado a um único movimento político                                                     |
| República Centro-Africana           | República Presidencialista Plena                         | Executivo       | Presidência independente da legislatura                                                                               |
| República Democrática do Congo      | República Semipresidencialista                           | Executivo       | Presidência independente da legislatura; ministros sujeitos a confiança parlamentar                                   |
| República do Congo                  | República Semipresidencialista                           | Executivo       | Presidência independente da legislatura; ministros sujeitos a confiança parlamentar                                   |
| República Dominicana                | República Presidencialista Plena                         | Executivo       | Presidência independente da legislatura                                                                               |
| Roménia                             | República Semipresidencialista                           | Executivo       | Presidência independente da legislatura; ministros sujeitos a confiança parlamentar                                   |
| Rússia                              | República Semipresidencialista                           | Executivo       | Presidência independente da legislatura; ministros sujeitos a confiança parlamentar                                   |
| Ruanda                              | República Presidencialista Plena                         | Executivo       | Presidência independente da legislatura                                                                               |
| Salvador                            | República Presidencialista Plena                         | Executivo       | Presidência independente da legislatura                                                                               |
| Ilhas Salomão                       | Monarquia constitucional                                 | Cerimonial      | Ministros sujeitos a confiança parlamentar                                                                            |
| Samoa                               | República Parlamentarista com uma Presidência Cerimonial | Cerimonial      | Ministros sujeitos a confiança parlamentar                                                                            |
| Santa Lúcia                         | Monarquia constitucional                                 | Cerimonial      | Ministros sujeitos a confiança parlamentar                                                                            |
| São Cristóvão e Nevis               | Monarquia constitucional                                 | Cerimonial      | Ministros sujeitos a confiança parlamentar                                                                            |
| São Vicente e Granadinas            | Monarquia constitucional                                 | Cerimonial      | Ministros sujeitos a confiança parlamentar                                                                            |
| São Marinho                         | República Parlamentarista com uma Presidência Cerimonial | Cerimonial      | Ministros sujeitos a confiança parlamentar                                                                            |
| São Tomé e Príncipe                 | República Semipresidencialista                           | Executivo       | Presidência independente da legislatura; ministros sujeitos a confiança parlamentar                                   |
| Seicheles                           | República Presidencialista Plena                         | Executivo       | Presidência independente da legislatura                                                                               |
| Senegal                             | República Presidencialista Plena                         | Executivo       | Presidência independente da legislatura                                                                               |
| Serra Leoa                          | República Presidencialista Plena                         | Executivo       | Presidência independente da legislatura                                                                               |
| Sérvia                              | República Parlamentarista com uma Presidência Cerimonial | Cerimonial      | Ministros sujeitos a confiança parlamentar                                                                            |
| Singapura                           | República Parlamentarista com uma Presidência Cerimonial | Cerimonial      | Ministros sujeitos a confiança parlamentar                                                                            |
| Síria                               | n/a                                                      | n/a             | Nenhuma base constitucionalmente definida para o regime em vigor                                                      |
| Somália                             | República Parlamentarista com uma Presidência Cerimonial | Cerimonial      | Ministros sujeitos a confiança parlamentar                                                                            |
| Sri Lanka                           | República Semipresidencialista                           | Executivo       | Presidência independente da legislatura; ministros sujeitos a confiança parlamentar                                   |
| Essuatíni                           | Monarquia absoluta                                       | Executivo       | Toda a autoridade investida no monarca absolutista                                                                    |
| Sudão                               | República Presidencialista Plena                         | Executivo       | Presidência independente da legislatura                                                                               |
| Sudão do Sul                        | República Presidencialista Plena                         | Executivo       | Presidência independente da legislatura                                                                               |
| Suriname                            | República Parlamentarista com uma Presidência Executiva  | Executivo       | Presidência e ministros podem, ou não, estar sujeitos a confiança parlamentar                                         |
| Suécia                              | Monarquia constitucional                                 | Cerimonial      | Ministros sujeitos a confiança parlamentar                                                                            |
| Suíça                               | República diretorial                                     | Executivo       | Regime governado por um colégio de várias pessoas. O presidente não tem mais poder que os outros membros do Conselho. |
| Tailândia                           | Monarquia constitucional                                 | Cerimonial      | Ministros sujeitos a confiança parlamentar                                                                            |
| Taiwan                              | República Semipresidencialista                           | Executivo       | Presidência independente da legislatura; ministros sujeitos a confiança parlamentar                                   |
| Tajiquistão                         | República Presidencialista Plena                         | Executivo       | Presidência independente da legislatura                                                                               |
| Tanzânia                            | República Presidencialista Plena                         | Executivo       | Presidência independente da legislatura                                                                               |
| Timor-Leste                         | República Semipresidencialista                           | Executivo       | Presidência independente da legislatura; ministros sujeitos a confiança parlamentar                                   |
| Togo                                | República Parlamentarista com uma Presidência Cerimonial | Cerimonial      | Ministros sujeitos a confiança parlamentar                                                                            |
| Tonga                               | Monarquia semiconstitucional                             | Executivo       | O monarca exerce pessoalmente o poder em concertação com outras instituições                                          |
| Trindade e Tobago                   | República Parlamentarista com uma Presidência Cerimonial | Cerimonial      | Ministros sujeitos a confiança parlamentar                                                                            |
| Tunísia                             | República Presidencialista Plena                         | Executivo       | Presidência independente da legislatura                                                                               |
| Turcomenistão                       | República Presidencialista Plena                         | Executivo       | Presidência independente da legislatura                                                                               |
| Turquia                             | República Presidencialista Plena                         | Executivo       | Presidência independente da legislatura                                                                               |
| Tuvalu                              | Monarquia constitucional                                 | Cerimonial      | Ministros sujeitos a confiança parlamentar                                                                            |
| Uganda                              | República Presidencialista Plena                         | Executivo       | Presidência independente da legislatura                                                                               |
| Ucrânia                             | República Semipresidencialista                           | Executivo       | Presidência independente da legislatura; ministros sujeitos a confiança parlamentar                                   |
| Uruguai                             | República Presidencialista Plena                         | Executivo       | Presidência independente da legislatura                                                                               |
| Usbequistão                         | República Semipresidencialista                           | Executivo       | Presidência independente da legislatura; ministros sujeitos a confiança parlamentar                                   |
| Vanuatu                             | República Parlamentarista com uma Presidência Cerimonial | Cerimonial      | Ministros sujeitos a confiança parlamentar                                                                            |
| Venezuela                           | República Presidencialista Plena                         | Executivo       | Presidência independente da legislatura                                                                               |
| Vietnã                              | República Unipartidária                                  | Executivo       | Poder constitucionalmente vinculado a um único movimento político                                                     |
| Zâmbia                              | República Presidencialista Plena                         | Executivo       | Presidência independente da legislatura                                                                               |
| Zimbabué                            | República Presidencialista Plena                         | Executivo       | Presidência independente da legislatura                                                                               |

## Mapa
Legenda
- laranja – repúblicas parlamentaristas, com uma presidência cerimonial;
- verde – repúblicas parlamentaristas, com uma presidência executiva ligada a um parlamento;
- amarelo – repúblicas semipresidencialistas;
- azul – repúblicas presidencialistas, sistema presidencialista pleno;
- vermelho – monarquias constitucionais parlamentares, em que o monarca não exerce o poder pessoalmente;
- magenta – monarquias semiconstitucionais em que o monarca exerce o poder pessoalmente, muitas vezes (mas nem sempre) ao lado de um parlamento fraco;
- púrpura – monarquias absolutas;
- vermelho escuro – repúblicas em que o papel dominante de um partido único é codificado na constituição;
- verde chá – países em que as disposições constitucionais para o governo estejam suspensas;
- cinzento – países que não se encaixam em quaisquer dos sistemas acima.

Note-se que este quadro tem como objectivo representar os sistemas de governo de jure, e não o grau de democracia de facto. Vários países considerados, constitucionalmente, como repúblicas multipartidárias também podem ser genericamente descritos como estados autoritários.

## Sistemas de governo
Itálico indica estados com reconhecimento limitado.

### Repúblicas presidencialistas
Estes são sistemas em que o presidente é o chefe do poder executivo do governo, é eleito e permanece no cargo independentemente da legislatura. A seguinte lista inclui os estados democráticos e não-democráticos:

#### Sistemas presidencialistas totais
Nos sistemas presidencialistas plenos, o presidente é o chefe de estado e o chefe de governo. Geralmente não há primeiro-ministro, embora quando exista este seja apenas um inteiramente subordinado ao presidente.

##### Sistemas presidencialistas
- Angola
- Argentina
- Benim
- Bolívia
- Brasil
- Burúndi
- Chile
- Chipre
- Colômbia
- Comores
- Costa Rica
- Equador
- Estados Unidos
- Filipinas
- Gâmbia
- Gana
- Guatemala
- Honduras
- Indonésia
- Irão[nota 1]
- Libéria
- Malawi
- Maldivas
- México
- Myanmar
- Nicarágua
- Nigéria
- Palau
- Panamá
- Paraguai
- Quênia
- República Dominicana
- El Salvador
- Seychelles
- Serra Leoa
- Sudão do Sul
- Turquemenistão
- Turquia
- Uruguai
- Venezuela
- Zâmbia
- Zimbábue

##### Sistemas presidencialistas com umprimeiro-ministro
- Azerbaijão
- Bielorrússia
- Camarões
- Cazaquistão
- Chade
- República do Congo
- Costa do Marfim
- Gabão
- Guiana
- Guiné
- Guiné Equatorial
- Iêmen
- Peru
- República Centro-Africana
- República da Coreia
- Ruanda
- Tajiquistão
- Tanzânia
- Togo
- Uganda
- Usbequistão

#### Sistemas semipresidencialistas
Em sistemas semipresidencialistas, existe um presidente e um primeiro-ministro. Em tais sistemas, o presidente tem autoridade executiva genuína, ao contrário de numa república parlamentar, mas alguns dos papéis de um chefe de governo podem ser exercidos pelo primeiro-ministro.
- Argélia
- Armênia
- Burquina Faso
- Cabo Verde
- Djibuti
- França
- Egito
- Geórgia
- Guiné-Bissau
- Haiti
- Lituânia
- Madagáscar
- Mali
- Mauritânia
- Mongólia
- Moçambique
- Namíbia
- Níger
- Palestina
- Polônia
- Portugal
- República da China (Taiwan)
- República Democrática do Congo
- Rússia
- Roménia
- São Tomé e Príncipe
- Senegal
- Síria
- Sri Lanka
- Timor-Leste
- Ucrânia

### Repúblicas parlamentares
A república parlamentar é um sistema em que o primeiro-ministro é o chefe ativo do poder executivo do governo e que também lidera a legislatura. O grau de poder executivo do presidente pode variar de ser razoavelmente significativo (ex.: Paquistão) a pouco (ex.: Índia) ou nenhum (ex.: Irlanda). Sempre que o presidente tenha pouco poder executivo, a sua função é principalmente a de uma figura simbólica.

#### Repúblicas parlamentares com chefe de Estado eleito diretamente
- Áustria
- Bósnia e Herzegovina[nota 2]
- Bulgária
- Croácia
- República Checa
- Finlândia
- Irlanda
- Islândia
- Quirguistão
- Moldávia
- Montenegro
- Macedônia do Norte
- Sérvia
- Singapura
- Eslovênia
- Eslováquia

#### Repúblicas parlamentares com chefe de Estado eleito indiretamente
- Albânia
- Alemanha
- Bangladesh
- Domínica
- Estônia
- Etiópia
- Fiji
- Grécia
- Hungria
- Índia
- Iraque
- Israel
- Itália
- Kosovo
- Letônia
- Líbano
- Malta
- Maurícia
- Nepal
- Paquistão
- Samoa
- Somália
- Trindade e Tobago
- Tunísia
- Vanuatu

#### Repúblicas parlamentares com presidência executiva
Um chefe de estado e governo na forma de um presidente executivo é eleito pela legislatura ou pelos eleitores depois que alguns candidatos são nomeados para o cargo pela legislatura (no caso de Kiribati), e eles devem manter a confiança da legislatura para permanecer no cargo.
- África do Sul
- Botswana
- Ilhas Marshall
- Kiribati
- Nauru

#### Sistema com poder executivo vinculado ao parlamento
Um chefe de estado e chefe de governo (geralmente intitulado "presidente") é eleito pela legislatura, mas é imune a um voto de desconfiança (assim como seu gabinete), ao contrário de um primeiro-ministro. Ele pode ou não ter assento na legislatura.
- Estados Federados da Micronésia[nota 3][2]
- San Marino[nota 4]
- Suriname

### Sistema diretorial
No sistema diretorial, um conselho exerce conjuntamente os poderes de chefe de estado e de governo. O conselho é eleito pelo parlamento, mas não está sujeito à confiança parlamentar durante o seu mandato, que tem uma duração fixa.
- Suíça [nota 5]

### Monarquias constitucionais
Estes são sistemas em que o chefe de estado é um monarca constitucional; a existência do seu cargo e sua capacidade de exercer a sua autoridade é estabelecida e contida ou retida na lei constitucional.

#### Monarquias constitucionais com monarcas cerimoniais
Sistemas em que o primeiro-ministro é o chefe ativo do poder executivo do governo. Em alguns casos, o primeiro-ministro é também o líder da legislatura, noutros casos, o poder executivo é claramente separado da legislatura, embora todo o gabinete ou ministros individuais devam demitir-se no caso de um voto de censura. O chefe de estado é um monarca constitucional que só exerce os seus poderes com o consentimento do governo, o povo ou os seus representantes.
- Andorra[nota 6]
- Antígua e Barbuda[nota 7]
- Austrália[nota 8]
- Bahamas[nota 9]
- Bélgica
- Belize[nota 10]
- Camboja
- Canadá[nota 11]
- Dinamarca
- Espanha
- Granada[nota 12]
- Jamaica[nota 13]
- Japão
- Lesoto
- Luxemburgo
- Malásia
- Noruega
- Nova Zelândia[nota 14]
- Países Baixos
- Papua-Nova Guiné[nota 15]
- Reino Unido[nota 16]
- Ilhas Salomão[nota 17]
- São Cristóvão e Nevis[nota 18]
- São Vicente e Granadinas[nota 19]
- Santa Lúcia[nota 20]
- Suécia
- Tailândia
- Tuvalu[nota 21]

#### Monarquias constitucionais com monarcas ativos
O primeiro-ministro é um executivo ativo da nação, mas o monarca ainda tem poderes políticos consideráveis que podem ser usados ao seu próprio critério.
- Bahrein
- Butão
- Emirados Árabes Unidos
- Jordânia
- Kuwait
- Liechtenstein
- Mónaco
- Marrocos
- Tonga

### Monarquias absolutas
Especificamente, as monarquias em que o exercício do poder do monarca não está restrito por qualquer direito constitucional substantivo.

#### Monarquias absolutas tradicionais
- Arábia Saudita
- Brunei
- Cidade do Vaticano
- Catar

#### Monarquias absolutas com parlamento democraticamente eleito
- Essuatíni
- Omã

### Teocracias
Estados com base em uma religião de Estado, em que o chefe de estado é escolhido por alguma forma de hierarquia religiosa.
- Irão
- Afeganistão
- Cidade do Vaticano

### Estados unipartidários
Estados em que o poder político está por lei concentrado em um partido único cujas operações são em grande parte fundidas com a hierarquia do governo (ao contrário de estados em que a lei estabelece um sistema multipartidário, mas essa fusão é alcançada de qualquer maneira através de fraude eleitoral ou simples inércia). No entanto, alguns realizam eleições.
- Cuba (Partido Comunista de Cuba)
- Eritreia (Frente Popular pela Democracia e Justiça)
- Laos (Partido Popular Revolucionário do Laos)
- República Árabe Saaráui Democrática (Frente Polisário)
- República Popular da China (Partido Comunista da China)
- Coreia do Norte (Partido dos Trabalhadores da Coreia)
- Vietname (Partido Comunista do Vietnã)

### Estados com juntas militares
Os militares da nação controlam os órgãos do governo e todos os executivos políticos de alto escalão também são membros da hierarquia militar.
- Burquina Fasso
- Chade
- Guiné
- Mali
- Myanmar

### Transição
Estados que têm um sistema de governo que está em transição ou turbulência e são classificados com a direção atual da mudança.
- Iêmen
- Líbia
- Sudão

## Sistemas de governança interna

### Federal
Estados em que o governo federal compartilha o poder com os governos regionais com os quais tem paridade legal ou constitucional. O governo central pode ou não ser (em teoria) uma criação dos governos regionais.

### Estado unitário
Um estado governado como um único poder no qual o governo central é, em última instância, supremo e quaisquer divisões administrativas (unidades subnacionais) exercem apenas os poderes que o governo central decidir delegar. A maioria dos estados do mundo possui um sistema unitário de governo. Dos 193 estados membros da ONU, 163 são governados como estados unitários centralizados e outros 12 são estados unitários regionalizados.

#### Estados unitários centralizados
Estados em que a maior parte do poder é exercida pelo governo central e os governos regionais possuem poucos poderes.

#### Unitário regionalizado
Estados em que o governo central delegou alguns dos seus poderes a autoridades regionais, mas em que a autoridade constitucional, em última análise, permanece inteiramente a nível nacional.
- Espanha (17 comunidades autónomas 15 comunidades de regime comum, 1 comunidade de regime foral, 3 províncias forais, 2 cidades autónomas)
- Filipinas (1 região autónoma subdividida em 5 províncias e 113 outras províncias e cidades independentes agrupadas em 16 outras regiões não-autónomas)
- França (27 regiões, das quais 6 são autónomas)
- Indonésia (33 províncias, 5 províncias com estatuto especial)
- Itália (20 regiões, das quais 5 são autónomas)
- Portugal (2 regiões autónomas)
- Reino dos Países Baixos (4 nações constituintes)
- Reino Unido (4 nações constituintes, 3 administrações devolvidas)
- República Popular da China (22 províncias, 5 regiões autónomas, 4 municípios de nível de província, e 2 regiões administrativas especiais)
- Tanzânia (21 regiões continentais e  Zanzibar)
- Ucrânia (24 oblasts, 2 cidades de estatuto especial, e  Crimeia)

## União Europeia
A natureza política exacta da União Europeia é amplamente debatida, alguns argumentando que é sui generis (única), mas outros argumentando que tem características de uma federação ou uma confederação. Contém elementos do intergovernamentalismo, com o Conselho Europeu a assumir-se como "presidente" colectivo, e também elementos do supranacionalismo, com a Comissão Europeia no papel de executivo e burocrata. Mas não é facilmente colocado em nenhuma das categorias acima.